# 民族街道
民族街道是中华人民共和国湖北省武汉市江汉区下辖的一个街道办事处。

## 行政区划
民族街道下辖以下村级行政区划单位：
武胜社区、万年社区、万寿社区、涂家社区、大董社区、和平社区和龙王庙社区。